# Bobby Wagner
Bobby Joseph Wagner (* 27. Juni 1990 in Los Angeles, Kalifornien) ist ein US-amerikanischer American-Football-Spieler auf der Position des Middle Linebackers, der bei den Washington Commanders unter Vertrag steht. Er spielte von 2012 bis 2021 und 2023 noch einmal für die Seattle Seahawks in der National Football League (NFL). Im NFL Draft 2012 wurde er von den Seahawks als 47. Spieler ausgewählt. Nach der Saison 2013 gewann er mit den Seahawks den Super Bowl XLVIII. In der Saison 2022 spielte Wagner für die Los Angeles Rams, in der Saison 2024 für die Washington Commanders.

## College
Wagner spielte von 2008 bis 2011 College Football für die Utah State University. Insgesamt schaffte er in seiner College-Karriere 445 Tackles, 4,5 Sacks und vier Interceptions.
In seinem letzten College-Jahr 2011 wurde Wagner mit dem Titel des WAC Defensive Player of the Year ausgezeichnet.

## NFL
Im NFL Draft 2012 wurde er von den Seattle Seahawks in der 2. Runde als 47. Spieler ausgewählt. Wagner galt als einer der besten Linebacker in diesem Draft.
In seiner Rookie-Saison schaffte Wagner 140 Tackles, 2 Sacks und 3 Interceptions. In der zweiten Saison (2013) gewann Wagner mit den Seahawks sowohl das NFC Championship Game als auch den Super Bowl (Super Bowl XLVIII|).
In seiner dritten Saison (2014) wurde er zum ersten Mal in den Pro Bowl gewählt und war außerdem Teil des All-Pro-Teams. Mit den Seahawks zog er erneut in den Super Bowl ein (XLIX), wo sie jedoch gegen die New England Patriots mit 24:28 verloren. In dieser Partie gelangen ihm 12 Tackles und eine Interception.
Am 2. August 2015 unterschrieb er eine Vertragsverlängerung über vier Jahre und 43 Millionen US-Dollar. Am fünften Spieltag der Saison 2015 erzielte er seinen ersten NFL Touchdown, nachdem er ein Fumble eroberte. Er wurde in diesem Jahr erneut in den Pro Bowl gewählt.
In der Saison 2018 erzielte Wagner 138 Tackles, sechs Tackles for Loss und eine Interception. Ende Juli 2019 unterschrieb er eine Vertragsverlängerung über drei Jahre. Der Vertragswert belief sich auf 54 Millionen US-Dollar, wovon 40,2 garantiert waren. Mit einem Durchschnittsverdienst von 18 Millionen US-Dollar wurde Wagner somit zum bestbezahlten Linebacker aller Zeiten.
Am 8. März 2022 entließen die Seahawks Wagner nach zehn Saisons. Daraufhin unterschrieb er am 31. März einen Fünfjahresvertrag bei den Los Angeles Rams. Im März 2023 einigte er sich mit den Rams auf eine vorzeitige Auflösung seines Vertrags. Noch im selben Monat kehrte er zu den Seattle Seahawks zurück, von denen er einen Einjahresvertrag für 7 Millionen US-Dollar erhielt. Mit 183 Tackles stellte Wagner in der Saison 2023 seinen neuen persönlichen Rekord auf und wurde außerdem zum vierten Mal in das zweite All-Pro-Team gewählt.
Am 15. März 2024 gaben die Washington Commanders die Verpflichtung Wagners bekannt. Mit den Commanders zog Wagner in der Saison 2024 in die Playoffs ein. Zum 23:20-Sieg über die Tampa Bay Buccaneers in der Wildcardrunde lieferte Wagner einen entscheidenden Beitrag, als er einen Fumble des gegnerischen Quarterbacks Baker Mayfield eroberte, woraus im anschließenden Angriff ein Touchdown resultierte.